# John Lloyd (tennis)
Pour les articles homonymes, voir John Lloyd et Lloyd.
John Lloyd, né le 27 août 1954 à Leigh-on-Sea, est un ancien joueur de tennis professionnel britannique.
Il est capitaine de l'équipe britannique de Coupe Davis depuis août 2006. Son frère David Lloyd est également ancien joueur de tennis. Ensemble, ils faisaient partie de l'équipe britannique de Coupe Davis lors de la finale perdue en 1978.
Il a été l'époux de Chris Evert de 1979 à 1987.

## Palmarès

### Titre en simple messieurs
| No | Date       | Nom et lieu du tournoi                   | Catégorie | Surface      | Finaliste       | Score              |  |
| -- | ---------- | ---------------------------------------- | --------- | ------------ | --------------- | ------------------ |  |
| 1  | 25-08-1974 | Tournoi de tennis de Merion, Merion (en) |           | Gazon (ext.) | John Whitlinger | 6-0, 4-6, 6-3, 7-5 |  |

### Finales en simple messieurs
| No | Date       | Nom et lieu du tournoi              | Catégorie  | Dotation  | Surface         | Vainqueur        | Score                   |          |
| -- | ---------- | ----------------------------------- | ---------- | --------- | --------------- | ---------------- | ----------------------- | -------- |
| 1  | 24-10-1977 | Tournoi de tennis de Bâle, Bâle     |            | 30 000 $  | Moquette (int.) | Björn Borg       | 6-4, 6-2, 6-3           |          |
| 2  | 14-11-1977 | Benson & Hedges Tournament, Wembley | Grand Prix | 125 000 $ | Dur (int.)      | Björn Borg       | 6-4, 6-4, 6-3           |          |
| 3  | 19-12-1977 | Australian Open, Melbourne          | G. Chelem  | 50 000 $  | Gazon (ext.)    | Vitas Gerulaitis | 6-3, 7-6, 5-7, 3-6, 6-2 | Parcours |
| 4  | 30-07-1979 | Mutual Life Open, South Orange      |            | NC $      | Terre (ext.)    | John McEnroe     | 6-7, 6-4, 6-0           |          |

### Titres en double messieurs
| No | Date       | Nom et lieu du tournoi          | Catégorie  | Dotation  | Surface         | Partenaire   | Finalistes                     | Score         |  |
| -- | ---------- | ------------------------------- | ---------- | --------- | --------------- | ------------ | ------------------------------ | ------------- |  |
| 1  | 01-11-1976 | Dewar Cup Londres               |            | 100 000 $ | Moquette (int.) | David Lloyd  | John Feaver John James         | 6-4, 3-6, 6-2 |  |
| 2  | 01-10-1979 | Island Holidays Pro Tennis Maui | Grand Prix | 100 000 $ | Dur (ext.)      | Nick Saviano | Rod Frawley Francisco González | 7-5, 6-4      |  |

### Finales en double messieurs
| No | Date       | Nom et lieu du tournoi                         | Catégorie       | Dotation  | Surface         | Vainqueurs                         | Partenaire        | Score         |  |
| -- | ---------- | ---------------------------------------------- | --------------- | --------- | --------------- | ---------------------------------- | ----------------- | ------------- |  |
| 1  | 18-02-1974 | Tournoi de tennis London Indoors Londres       |                 | 50 000 $  | Dur (int.)      | Ove Bengtson Björn Borg            | Mark Farrell      | 7-6, 6-3      |  |
| 2  | 21-07-1975 | Tournoi de tennis des Pays-Bas Hilversum       |                 | NC $      | Terre (ext.)    | Wojtek Fibak Guillermo Vilas       | Željko Franulović | 6-2, 4-6, 6-1 |  |
| 3  | 25-08-1975 | Tournoi de tennis de South Orange South Orange |                 | NC $      | NC              | Jimmy Connors Ilie Năstase         | Dick Crealy       | 7-6, 7-5      |  |
| 4  | 14-03-1977 | Tournoi de tennis de Helsinki Helsinki         |                 | 50 000 $  | Moquette (int.) | Jiří Hřebec Hans Kary              | David Lloyd       | 5-7, 7-6, 6-4 |  |
| 5  | 13-06-1977 | Rawlings International Londres                 |                 | 100 000 $ | Gazon (ext.)    | Anand Amritraj Vijay Amritraj      | David Lloyd       | 6-1, 6-2      |  |
| 6  | 29-10-1979 | Open de Paris-Bercy Paris                      | GP World Series | 50 000 $  | Moquette (int.) | Jean-Louis Haillet Gilles Moretton | Tony Lloyd        | 7-6, 7-6      |  |
| 7  | 15-02-1982 | Congoleum Classic La Quinta                    |                 | NC $      | NC              | Brian Gottfried Raúl Ramírez       | Dick Stockton     | 6-4, 3-6, 6-2 |  |
| 8  | 25-07-1983 | Tournoi de tennis de South Orange South Orange |                 | NC $      | NC              | Fritz Buehning Tom Cain            | Dick Stockton     | 6-2, 7-5      |  |

### Titres en double mixte
| No | Date       | Nom et lieu du tournoi      | Catégorie | Dotation  | Surface      | Partenaire     | Finalistes                    | Score         |          |
| -- | ---------- | --------------------------- | --------- | --------- | ------------ | -------------- | ----------------------------- | ------------- | -------- |
| 1  | 24-05-1982 | Roland-Garros Paris         | G. Chelem | 367 500 $ | Terre (ext.) | Wendy Turnbull | Cláudia Monteiro Cássio Motta | 6-2, 7-610    | Parcours |
| 2  | 20-06-1983 | The Championships Wimbledon | G. Chelem | 670 000 $ | Gazon (ext.) | Wendy Turnbull | Billie Jean King Steve Denton | 6-7, 7-6, 7-5 | Parcours |
| 3  | 25-06-1984 | The Championships Wimbledon | G. Chelem | 680 000 $ | Gazon (ext.) | Wendy Turnbull | Kathy Jordan Steve Denton     | 6-3, 6-3      | Parcours |

### Finale en double mixte
| No | Date       | Nom et lieu du tournoi      | Catégorie | Dotation  | Surface      | Vainqueurs              | Partenaire     | Score         |          |
| -- | ---------- | --------------------------- | --------- | --------- | ------------ | ----------------------- | -------------- | ------------- | -------- |
| 1  | 21-06-1982 | The Championships Wimbledon | G. Chelem | 350 000 $ | Gazon (ext.) | Anne Smith Kevin Curren | Wendy Turnbull | 2-6, 6-3, 7-5 | Parcours |

## Parcours dans les tournois duGrand Chelem

### En simple
| Année | Open d'Australie | Open d'Australie | Internationaux de France | Internationaux de France | Wimbledon       | Wimbledon    | US Open         | US Open    | Open d'Australie | Open d'Australie |
| ----- | ---------------- | ---------------- | ------------------------ | ------------------------ | --------------- | ------------ | --------------- | ---------- | ---------------- | ---------------- |
| 1973  | —                | —                | 2e tour (1/32)           | N. Pilić                 | 3e tour (1/16)  | V. Amritraj  | 2e tour (1/32)  | J. Simpson | n.o.             | n.o.             |
| 1974  | 2e tour (1/16)   | C. Dibley        | 1er tour (1/64)          | P. Proisy                | 1er tour (1/64) | L. Johansson | 2e tour (1/32)  | M. Riessen | n.o.             | n.o.             |
| 1975  | —                | —                | 2e tour (1/32)           | R. Moore                 | 1er tour (1/64) | J. Connors   | 2e tour (1/32)  | B. Hewitt  | n.o.             | n.o.             |
| 1976  | 2e tour (1/16)   | M. Anderson      | 1er tour (1/64)          | B. Prajoux               | 1er tour (1/64) | P. Dent      | 3e tour (1/16)  | B. Borg    | n.o.             | n.o.             |
| 1977  | —                | —                | 1er tour (1/64)          | P. Elter                 | 2e tour (1/32)  | K. Meiler    | 2e tour (1/32)  | B. Walts   | Finale           | V. Gerulaitis    |
| 1978  | n.o.             | n.o.             | 3e tour (1/16)           | W. Fibak                 | 1er tour (1/64) | B. Gottfried | 3e tour (1/16)  | R. Ramírez | —                | —                |
| 1979  | n.o.             | n.o.             | 2e tour (1/32)           | D. Bedel                 | 1er tour (1/64) | O. Bengtson  | 3e tour (1/16)  | J. McEnroe | —                | —                |
| 1980  | n.o.             | n.o.             | —                        | —                        | 1er tour (1/64) | B. Mottram   | —               | —          | —                | —                |
| 1981  | n.o.             | n.o.             | —                        | —                        | 2e tour (1/32)  | J. L. Clerc  | 1er tour (1/64) | J. Connors | —                | —                |
| 1982  | n.o.             | n.o.             | 3e tour (1/16)           | Y. Noah                  | 1er tour (1/64) | R. Simpson   | —               | —          | 1er tour (1/64)  | J. Meyers        |
| 1983  | n.o.             | n.o.             | 1er tour (1/64)          | E. Fromm                 | 1er tour (1/64) | C. Miller    | 1/8 de finale   | M. Dickson | 1/8 de finale    | J. Kriek         |
| 1984  | n.o.             | n.o.             | 2e tour (1/32)           | J. Connors               | 3e tour (1/16)  | S. Davis     | 1/4 de finale   | J. Connors | 2e tour (1/32)   | J. Sadri         |
| 1985  | n.o.             | n.o.             | 2e tour (1/32)           | T. Benhabiles            | 3e tour (1/16)  | H. Leconte   | 2e tour (1/32)  | T. Mayotte | 1/4 de finale    | I. Lendl         |
| 1986  | n.o.             | n.o.             | 1er tour (1/64)          | L. Mattar                | 1er tour (1/64) | C. Steyn     | —               | —          | n.o.             | n.o.             |

N.B. : à droite du résultat se trouve le nom de l'ultime adversaire.

### En double
| Année | Open d'Australie          | Open d'Australie        | Internationaux de France     | Internationaux de France | Wimbledon                  | Wimbledon               | US Open                     | US Open               | Open d'Australie         | Open d'Australie         |
| ----- | ------------------------- | ----------------------- | ---------------------------- | ------------------------ | -------------------------- | ----------------------- | --------------------------- | --------------------- | ------------------------ | ------------------------ |
| 1973  | —                         | —                       | 2e tour (1/16) J. Paish      | F. Froehling C. Pasarell | 2e tour (1/16) M. Farrell  | Fassbender K. Meiler    | 1/8 de finale B. Mottram    | Alexander P. Dent     | n.o.                     | n.o.                     |
| 1974  | 2e tour (1/16) M. Farrell | A. Gardiner H. Turnbull | —                            | —                        | 1er tour (1/32) M. Farrell | B. Gottfried R. Ramírez | 1er tour (1/32) M. Farrell  | T. Kakulia P. Kronk   | n.o.                     | n.o.                     |
| 1975  | —                         | —                       | —                            | —                        | 1er tour (1/32) M. Farrell | T. Okker M. Riessen     | 2e tour (1/16) D. Crealy    | I. Țiriac G. Vilas    | n.o.                     | n.o.                     |
| 1976  | 1/8 de finale R. Moore    | S. Ball K. Warwick      | —                            | —                        | 1er tour (1/32) D. Lloyd   | R. Lutz S. Smith        | 2e tour (1/16) J. Feaver    | S. Stewart F. McNair  | n.o.                     | n.o.                     |
| 1977  | —                         | —                       | —                            | —                        | 2e tour (1/16) D. Lloyd    | B. Hewitt F. McMillan   | 1er tour (1/32) D. Lloyd    | R. Ycaza F. González  | —                        | —                        |
| 1978  | n.o.                      | n.o.                    | —                            | —                        | 1er tour (1/32) D. Lloyd   | Newcombe T. Roche       | —                           | —                     | —                        | —                        |
| 1979  | n.o.                      | n.o.                    | 1/8 de finale McNamara       | R. Case P. Dent          | 1/8 de finale T. Lloyd     | Alexander P. Dent       | 2e tour (1/16) F. McNair    | P. Fleming J. McEnroe | —                        | —                        |
| 1980  | n.o.                      | n.o.                    | —                            | —                        | 1/8 de finale T. Lloyd     | Günthardt F. McMillan   | 2e tour (1/16) A. Jarrett   | J. Sadri T. Wilkison  | —                        | —                        |
| 1981  | n.o.                      | n.o.                    | —                            | —                        | 1er tour (1/32) T. Lloyd   | M. Riessen S. Stewart   | 1er tour (1/32) N. Saviano  | M. Estep B. Scanlon   | —                        | —                        |
| 1982  | n.o.                      | n.o.                    | 1er tour (1/32) B. Gottfried | Simonsson Sundström      | 1/4 de finale D. Stockton  | K. Curren S. Denton     | 1er tour (1/32) D. Stockton | J. Granát E. Iskersky | 2e tour (1/16) R. Meyer  | M. Estep Giammalva       |
| 1983  | n.o.                      | n.o.                    | 1er tour (1/32) B. Manson    | S. Casal M. Hocevar      | 2e tour (1/16) B. Manson   | F. Buehning B. Teacher  | 1/8 de finale D. Stockton   | M. Dickson S. Stewart | 2e tour (1/16) E. Korita | J. Nyström M. Wilander   |
| 1984  | n.o.                      | n.o.                    | 2e tour (1/16) D. Stockton   | B. Gottfried S. Edberg   | 2e tour (1/16) D. Stockton | S. Mayer F. Taygan      | 1/4 de finale D. Stockton   | P. Fleming J. McEnroe | 1/8 de finale Dowdeswell | Edmondson S. Stewart     |
| 1985  | n.o.                      | n.o.                    | 1er tour (1/32) D. Gitlin    | J. Nyström M. Wilander   | 1/8 de finale V. Amritraj  | Günthardt B. Taróczy    | 1er tour (1/32) D. Stockton | Giammalva B. Manson   | 1/8 de finale Dowdeswell | P. Annacone van Rensburg |
| 1986  | n.o.                      | n.o.                    | 1/4 de finale J. Kriek       | J. Fitzgerald T. Šmíd    | 2e tour (1/16) J. Kriek    | J. Nyström M. Wilander  | 1/8 de finale J. Kriek      | K. Curren M. Mitchell | n.o.                     | n.o.                     |
| 1987  | —                         | —                       | —                            | —                        | 1er tour (1/32) S. Shaw    | P. Aldrich W. Green     | 2e tour (1/16) McNamee      | N. Aerts T. Siegel    | n.o.                     | n.o.                     |
| 1988  | —                         | —                       | —                            | —                        | 1/8 de finale S. Shaw      | W. Masur Woodforde      | —                           | —                     | n.o.                     | n.o.                     |
| 1989  | —                         | —                       | —                            | —                        | 2e tour (1/16) S. Shaw     | J. Fitzgerald A. Järryd | —                           | —                     | n.o.                     | n.o.                     |

N.B. : le nom du ou de la partenaire se trouve sous le résultat ; le nom des ultimes adversaires se trouve à droite.

### En double mixte
- Roland-Garros : victoire en 1982, avec Wendy Turnbull.
- Wimbledon : finale en 1982 et victoire en 1983 et 1984, avec Wendy Turnbull.